# Ère Chōwa
L'ère Chōwa (en japonais 長和, prononcez "Tchoowa") est une des ères du Japon (年号 nengō, littéralement « le nom de l'année ») suivant l'ère Kankō et précédant l'ère Kannin. Cette ère couvre la période qui s'étend du mois de décembre 1012 au mois d'avril 1017. Les empereurs régnants sont Sanjō-tennō (三条天皇) et Go-Ichijō-tennō (後一条天皇).

## Changement d'ère
- 1012 Chōwa 1 (長和元年?) : Le nom de l'ère est changé pour marquer l'accession au trône de l'empereur Sanjō l'année précédente[1]. Le nom de la nouvelle ère est créé pour marquer un événement ou une série d'événements. L'ère précédente se termine là où commence la nouvelle, en Kankō 9, le 25e jour du 12e mois de 1012[2].

## Événements de l'ère Chōwa
- Chōwa 1, le 8e mois (長和元年; 1012) : Sanjō épouse Fujiwara no Kenshi, fille de Michinaga[3].
- Chōwa 2, le 3e mois (1013) : L'empereur envoie une offrande en grains aux dieux des vingt-et-un yashiro ou principaux temples de l'empire[3].
- Chōwa 2, le 9e mois (1013) : L'empereur se rend au palais de Michinage[3].
- Chōwa 3, le 9e du 2e mois (1014) : Le palais impérial est détruit par un incendie[3].
- Chōwa 4, le 9e mois (1015) : Le nouveau palais est achevé[3].
- Chōwa 5 (1016) : Sanjō devient aveugle[3].
- Chôwa 5, le 29e du 1re mois (1016) : En la cinquième année du règne de Sanjō-tennō (三条天皇5年), l'empereur abdique et la succession (la senso) est reçue par Atsuhira-shinnō, deuxième fils de l'ancien empereur Ichijō[4]. Ensuite, on dit que l'empereur Go-Ichijō, qui n'a que neuf ans, accède au trône (le sokui)[5].

| Chôwa     | 1er  | 2e   | 3e   | 4e   | 5e   | 6e   |  |
| Grégorien | 1012 | 1013 | 1014 | 1015 | 1016 | 1017 |  |